# Sicista terskeica
Sicista terskeica (мишівка терскейська) — вид мишоподібних ссавців з родини мишівкових. 

## Морфологічна характеристика
Вид описано і підтверджено на основі філогенетичних методів. Каріотип складається з 32 хромосом (NFa = 56).
За даними Shenbrot et al. (1995), довжина тіла у дорослих 56–70 мм; довжина хвоста 86–103 мм; довжина задньої ступні 15.4–18.0 мм. Довжина хвоста приблизно на 50 % перевищує довжину тіла. Спина сіро-коричнева, різною мірою з іржавим або жовтуватим відтінком, без чорної серединної смужки. Черево блідо-сіре; у деяких екземплярів є білі плями на грудях і горлі. Хвіст двоколірний: коричневий зверху, білуватий знизу. Верхня сторона задньої ступні білувато-бліда. Вага голотипа 9.8 грама, довжина вух голотипа 15 мм.

## Середовище проживання
Вид проживає в Казахстані, Киргизстані, й, можливо, Китаї. Населяє Північний Тяньшань, включаючи Терскей Алатау, Кунгей Алатау, Кетмень і західний Заілійський Алатау, і центральний (Внутрішній) Тяньшань на південь до хребта Атбаші.

## Назва
Вид названий на честь гірського масиву Терскей Ала-Тоо, де розміщена типова місцевість.